# Mauno Järvelä
Mauno Järvelä, född 25 november 1949, finsk violinist, spelman och musikpedagog. Han är farbror till Arto Järvelä, och tillsammans med denne medlem i den mycket framgångsrika folkmusikgruppen JPP med rötter i trakten av Kaustby. Han spelar även i Timo Alakotilas tangoorkester Unto Tango Orchestra (Tango-orkesteri Unto) tillsammans med bland andra Maria Kalaniemi.
Mauno Järvelä lärde sig spela fiol av sin far Johannes Järvelä, som var son till den berömde bröllopsspelmannen Antti Järvelä. Han utbildade sig sedan även på Sibelius-Akademin, innan där fanns någon avdelning för folkmusik, och har tidigare varit orkestermusiker i symfoniorkester. Under 2000-talet har han så här långt (2005) främst varit aktiv som musiklärare. Hans eget projekt Näppärit (finska "knäpparna") för att lära barn främst i Kaustby-trakten spela fiol baseras dels på del lokala folkmusiken, dels på klassisk musik. Hans pedagogik, delvis besläktad med Suzuki-metoden, benämnes ofta skämtsamt sisuki-metoden. Han har även givit ut nothäften med en lämplig repertoar för sin metod.
Järveläs pedagogiska projekt har förgreningar utanför Finland. Nordiska kulturfonden beviljade år 2005 stöd till projektet Folkscandia, som ska anordna kurser för unga nordiska musiker och förstärka kultursamarbetet mellan de nordiska länderna. Utgångspunkten är att spelmansmusiken över hela Norden har mycket gemensamt. Projektet äger rum i Kaustby i Finland, Umeå i Sverige, Odense i Danmark och Verdal i Norge.